# Euphranta rudis
Euphranta rudis
 es una especie de insecto del género Euphranta de la familia Tephritidae del orden Diptera. 
Walker la describió científicamente por primera vez en el año 1856.